# Interpolation (Fotografie)
Interpolation (wörtliche Übersetzung: „Zwischenrechnen“) bezeichnet in der digitalen Fotografie ein Verfahren zur Erzeugung von Bildinhalten
1. zwischen verschiedenen Pixeln eines Bildes (Dichteinterpolation)
2. innerhalb einzelner Pixel (Farbinterpolation).

Interpolation ist ein notwendiger Bestandteil des Signalverarbeitungsweges digitaler Bilder, da alle Änderungen an der Pixelmenge und der Farbe nur hiermit realisiert werden können. Im gesamten Verarbeitungsweg zwischen Bilderzeugung und -darstellung wird mehrfach interpoliert – dabei entsteht immer ein Schärfeverlust.

## Grundlagen
Jedes Pixel transportiert auf zwei Arten Bildinformationen:
1. Im Zusammenspiel mit anderen Pixeln (nur alle Pixel zusammen ergeben ein Bild). Dies wird durch die Punktdichte dargestellt.
2. Innerhalb des Pixel (Helligkeit und Farbe). Dies wird durch die Farbtiefe dargestellt.

Gemeinsam mit der Punktdichte bildet die Farbtiefe die Matrix jeder Rastergrafik. Ein Pixel ist das kleinste Element jeder Rastergrafik.

In jeder Bildverarbeitungskette (Beispiel: Kamera – Bildschirm – Speicher – Drucker) wird die Punktdichte und Farbe jedes Bildes mehrfach geändert. Das ist u. a. durch die Anpassung des Bildes an das bilddarstellende Medium notwendig. Typisch dafür sind die Unterschiede zwischen Bildschirm und Drucker, da beide jeweils spezielle Punktdichten benötigen und unterschiedliche Farbräume benutzen.
Mittels Interpolation wird die Pixelmenge um den gewünschten Wert erhöht oder verringert, sowie bei Farb- und Helligkeitsänderungen der neue Farbwert ermittelt. Durch dieses Zwischenrechnen entstehen keine neuen Bildinformationen, sondern immer nur Zwischenwerte auf Basis der ursprünglichen Informationen.

Interpolation zwischen einem blauen Quadrat und einem roten Kreis. Dabei wird die Lücke zwischen beiden Objekten mit Zwischenwerten (in Farbe und Form) gefüllt. In der digitalen Fotografie werden Farbe und Pixelmenge interpoliert.

## Dichteinterpolation
Die Pixelmenge aller digitalen Bilder muss mehrfach geändert werden. Exemplarisch kann das am nebenstehenden Fischbild beobachtet werden:
- das Originalbild ist 800×300 Pixel groß
- in der Darstellung eines durchschnittlichen Internetbrowsers wird dieses Bild gerade mit ca. 216×82 Pixel angezeigt
- ein Ausdruck in 20 cm Breite bei 300 dpi würde dagegen eine Menge von 2362×886 Pixeln notwendig machen.

Die Verringerung oder Erhöhung der Pixelmenge wird durch Interpolation erreicht.

Beispiel für die Interpolation der Punktdichte:
Statt 4 Pixel (C, D, I, J) werden 25 Pixel (a, b, c, …) benötigt. Diese zusätzlichen Pixel können mit verschiedene Methoden errechnet (= interpoliert) werden. In jedem Fall entstehen neue Bildpunkte, aber keine neuen Informationen.

Der Fisch im Musterbild besteht aus 25×20 Quadraten. Wie würde die Dichteinterpolation auf 17×13 Quadraten oder auf 27×21 Quadraten aussehen? Diese nicht-ganzzahligen Zwischenrechnungen stellen das Kernproblem aller Interpolationen dar und sind die Ursache für verschiedene Interpolationsmethoden.

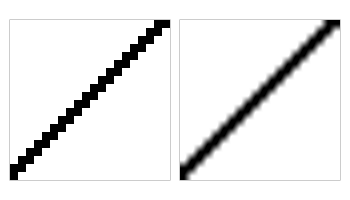
Die linke Linie wurde durch die Interpolationsart Pixelwiederholung, die rechte Linie durch bikubische Interpolation errechnet. Das Ergebnis ist links eine scharfe, aber lückenhafte Linie, rechts eine unscharfe, aber lückenarme Linie.

## Farbinterpolation

Musterbild mit Fisch

Die Farb- und Helligkeitsinformationen von Pixeln werden gemeinsam in der Farbtiefe eines Bildes gespeichert. In der Bildverarbeitungskette werden die Farbinformationen eines digitalen Bildes mehrfach geändert (innerhalb der Farbtiefe). Exemplarisch kann das erneut am nebenstehenden Fischbild beobachtet werden:
- wird das Fischbild gedruckt, sieht die Farbe des Ausdrucks immer anders aus als die Darstellung der Farbe am Bildschirm
- jeder Bildschirm stellt (zumindest geringfügig) die Farbe des Fischbildes anders dar als ein anderer Bildschirm

Beispiel für die Interpolation der Farbe:
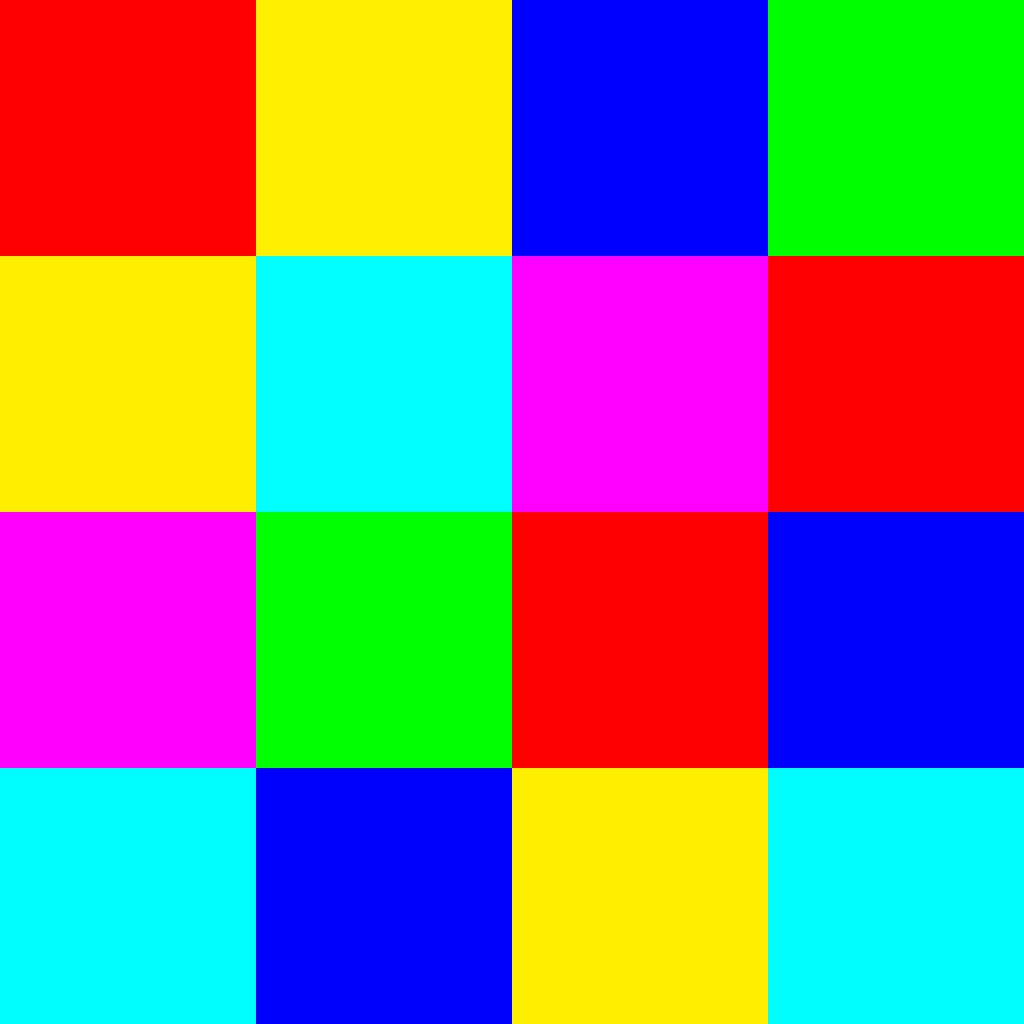
Identische Vergrößerung eines 4×4 Pixel großen Bildes (mittels Pixelwiederholung). Es werden neue Pixel dazugerechnet, die Farbe wird dabei nicht verändert.
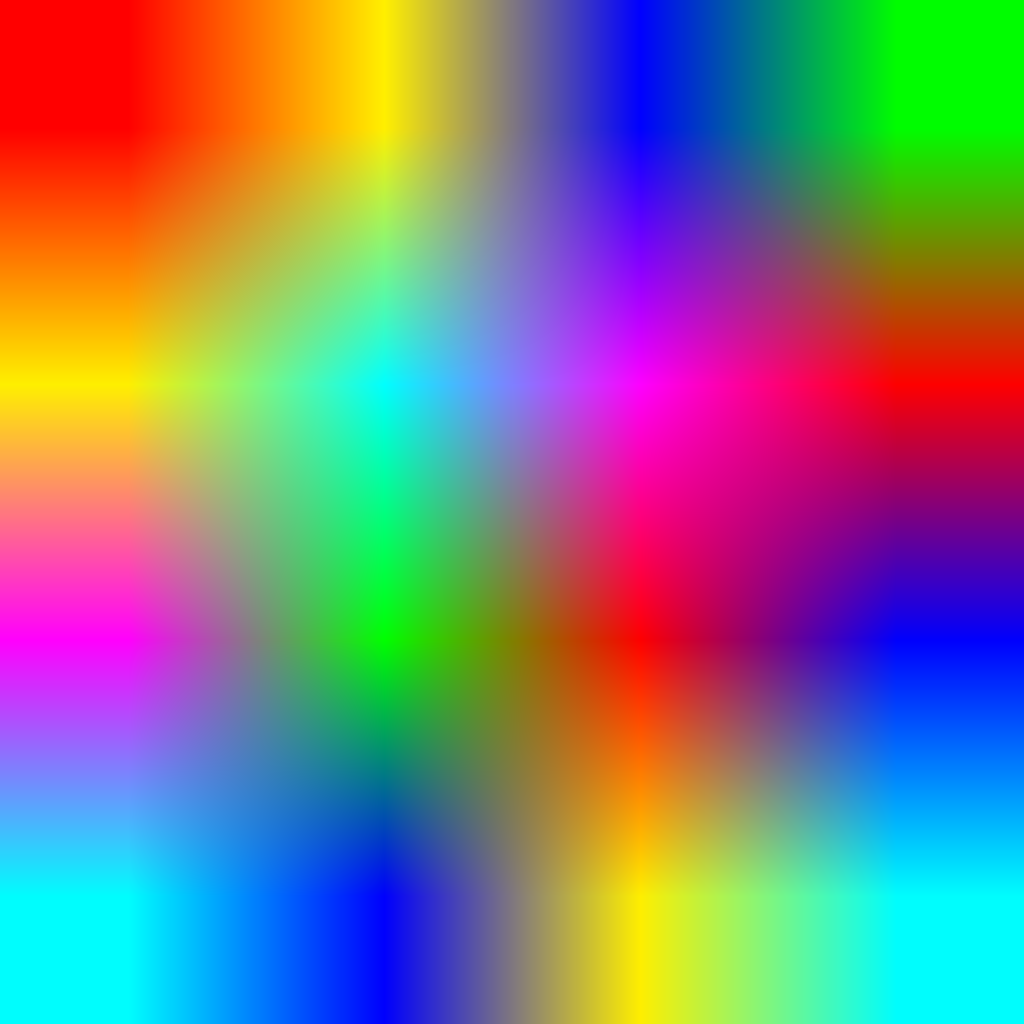
Vergrößerung der gleichen Vorlage – mittels bilinearer Interpolation. Dabei wird die gleiche Menge neuer Pixel zwischengerechnet – aber zusätzlich die Farbe verändert.
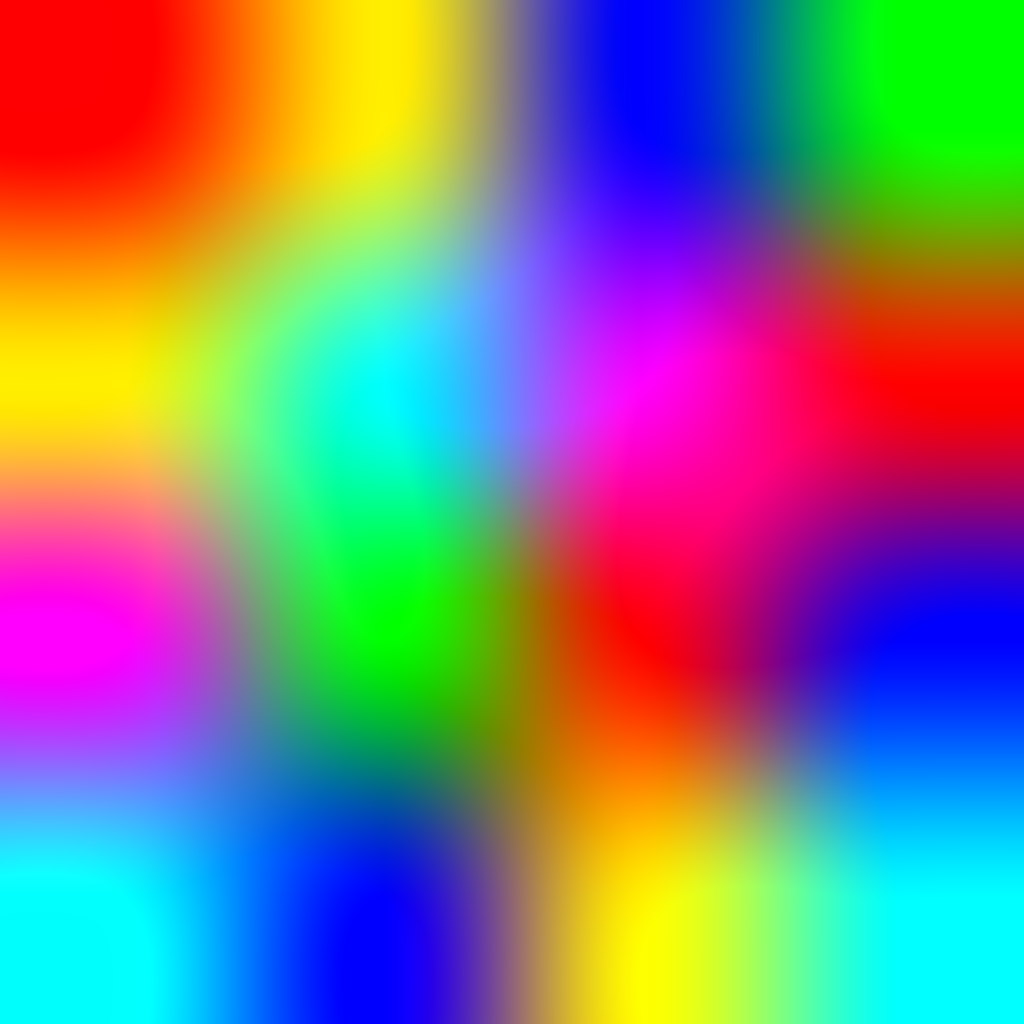
Vergrößerung der gleichen Vorlage – mittels bikubischer Interpolation. Dabei wird ebenso die gleiche Menge neuer Pixel zwischengerechnet – und auch die Farbe verändert.

Ein digital fotografiertes Bild wird meist mit 3 Farbkanälen in Rot, Grün und Blau bearbeitet. Im häufigsten Fall besitzt jeder Farbkanal 256 Abstufungen (= 8 Bit). Wie würde eine Farbänderung im Fischbild aussehen, beispielsweise eine Halbierung der Helligkeit?
- der hellblaue Untergrund besitzt einen Cyanwert von 206; eine Halbierung ergibt 103
- der blaue Fisch besitzt einen Blauwert von 255; eine Halbierung ist hier nicht möglich, da die Farbkanäle nur ganzzahlige Abstufungen zulassen. Es hängt vom verwendeten Interpolationsverfahren ab, welcher neue Blauwert nach der Helligkeitsänderung vorhanden ist.

Das Farbspektrum des Fotos links umfasst ca. 200 Stufen (damit wird die Farbtiefe von 256 Stufen nicht komplett ausgenutzt). Im rechten Foto wurde eine einfache Kontrasterhöhung durchgeführt, die das Farbspektrum des Fotos auf 256 Stufen angehoben hat (= Tonwertspreizung). Die vorher-200 Stufen können nicht identisch auf nachher-256 Stufen übertragen werden. Die konkreten Farbwerte werden durch das Interpolationsverfahren bestimmt. Symbolisiert werden die (durch diese Veränderung) entstehenden Lücken im Farbspektrum durch eine lückenhafte Anzeige im Histogramm (Diagramm unter dem Foto).

## Interpolationsmethoden
Aus mathematischer Sicht bedeutet Interpolation „Zwischenwertermittlung“. Dabei werden aus den bekannten Pixelwerten eines Bildes die neuen Werte mittels Interpolationsalgorithmen berechnet. Der wesentliche Unterschied bei den verschiedenen Interpolationsmethoden liegt in der Auswertung der bekannten Pixelwerte und der daraus resultierenden Festlegung der neuen Bildinhalte. Die Gemeinsamkeit aller Interpolationsmethoden ist Auswirkung auf den Inhalt von Punktdichte und Farbtiefe.
In jeder Bildverarbeitungskette wird oft mehrfach interpoliert. Dabei kommt es immer auch zu nicht-ganzzahligen Änderungen. Durch diese Art der Änderung entsteht ein Verlust an Information und damit ein Verlust an Schärfe. Durch diesen systembedingten Schärfeverlust dominiert bei der Wahl des Interpolationsverfahrens immer der Einfluss auf den Schärfeeindruck.

Der Schärfeeindruck bestimmt die Wahl des Interpolationsverfahrens: In der Mitte sind zwei Versionen eines Gesichtes zu sehen. Die meisten Betrachter empfinden bei dem rechten Foto einen höheren Schärfeeindruck (weil kontrastreicher). In den Vergrößerungen (außen) ist deutlich zu erkennen, dass das linke Bild mehr Schärfe (= mehr Detailreichtum) enthält. Schärfe und Schärfeeindruck sind zwei verschiedene Dinge.

Typische Interpolationsmethoden sind Pixelwiederholung, bilineare Interpolation und bikubische Interpolation. Diese basieren auf dem Verfahren eines Rekonstruktionsfilters.

### Pixelwiederholung
Bei der Pixelwiederholung, auch Nearest neighbor („nächster Nachbar“) genannt, wird jedem Pixel des Ausgabebildes der Farbwert des nächstgelegenen Pixels des Eingabebildes zugewiesen. Bei der Verringerung von Punktdichten oder nicht-ganzzahligen Änderungen werden einige der vorhandenen Pixelwerte gelöscht. Die Verkleinerung von Bildern mit dieser Methode kann zu starken Alias-Effekten führen, die sich als Bildartefakte äußern. Bei der Vergrößerung mittels Pixelwiederholung kommt es zu einer klötzchenartigen, „pixeligen“ Darstellung.

### Bilineare Interpolation

Bei bilinearer Interpolation wird ein Farbwert aus den vier nächstgelegenen Farbwerten berechnet.

Bei der bilinearen Interpolation wird der Farbwert eines Pixels des Ausgabebildes aus den vier benachbarten Farbwerten des Eingabebildes interpoliert. Bei der Verringerung von Punktdichten oder nicht-ganzzahligen Änderungen werden dadurch einfache Wertetendenzen (Beispiel: starke Helligkeitsänderungen) berücksichtigt.

### Bikubische Interpolation
Diese Methode benutzt analytische Funktionen (also die Berücksichtigung von Tendenzen über die Nachbarpixel hinaus) zur Neuberechnung. Dabei wird ein Farbwert des Ausgabebildes aus den benachbarten Farbwerten des Eingabebildes mittels kubischen Splines interpoliert. Es gibt mehrere gebräuchliche kubische Splines mit unterschiedlichen Eigenschaften; der Begriff „bikubische Interpolation“ ist daher mehrdeutig. Bei der Verringerung von Punktdichten oder nicht-ganzzahligen Änderungen entstehen hierbei deutlich „weichere“ Übergänge zwischen den neuen Pixeln als bei der einfachen Pixelwiederholung.
Das Bildbearbeitungsprogramm GIMP (Version 2.7) verwendet Catmull-Rom-Splines. Bei diesem Spline-Typ kommt es zum Überschwingen der Farbwerte an Kanten, was sich als Schärfung des Bildes äußert. Das Bildbearbeitungsprogramm Paint.NET (Version 3.36) hingegen verwendet kubische B-Splines, welche zu einer verschwommeneren Darstellung führen.

## Vergleiche verschiedener Interpolationsverfahren

### Vergleich bei Dichteinterpolationen

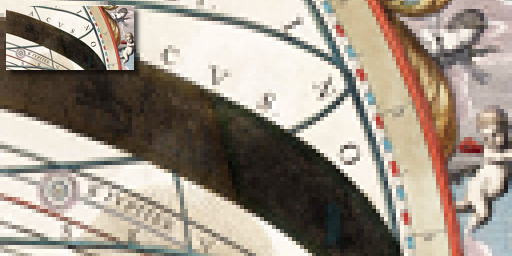
Vergrößerung durch Pixelwiederholung
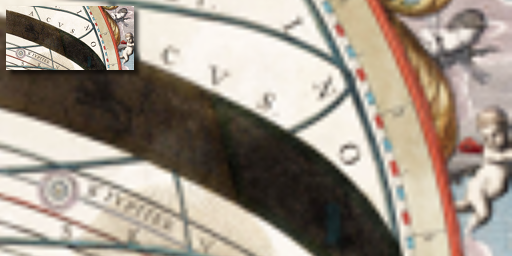
Vergrößerung durch bilineare Interpolation
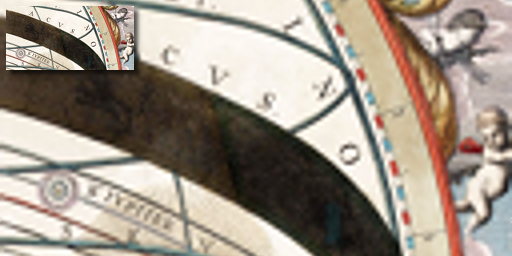
Vergrößerung durch Rekonstruktion mit einem separablen Catmull-Rom-Filter (bikubische Interpolation)
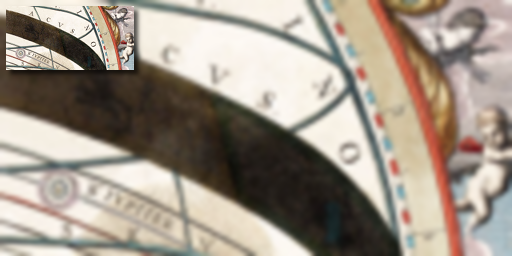
Vergrößerung durch Rekonstruktion mit einem separablen kubischen B-Spline-Filter (bikubische Interpolation)

### Vergleich bei Farbinterpolationen

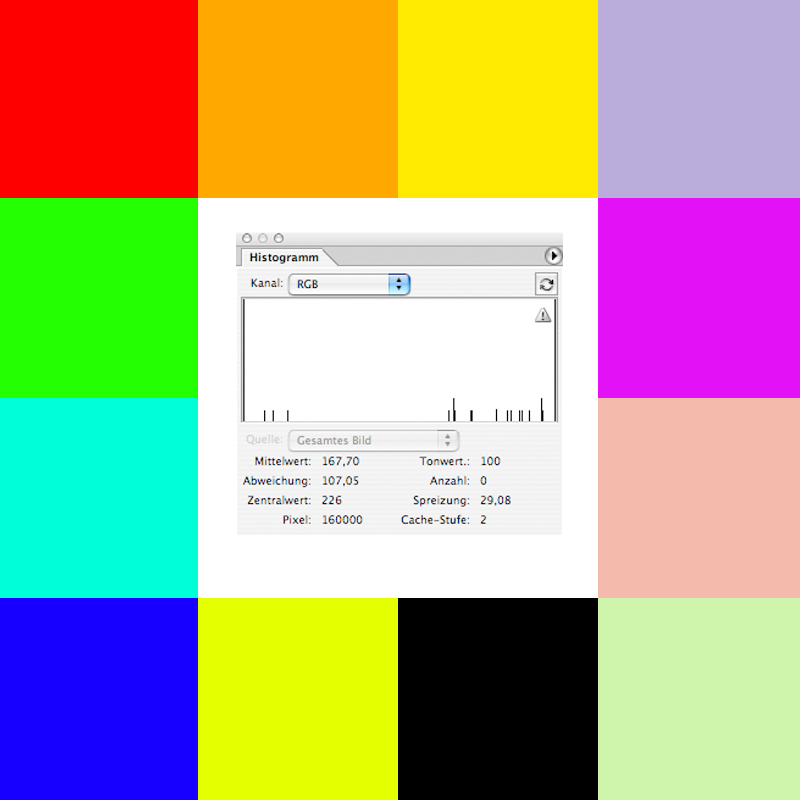
Die Originaldatei (jede Farbe ist 3×3 Pixel groß gewesen) wurde mittels Pixelwiederholung in einem ganzzahligen Verhältnis interpoliert -dabei entstehen keine Informationsveränderungen.
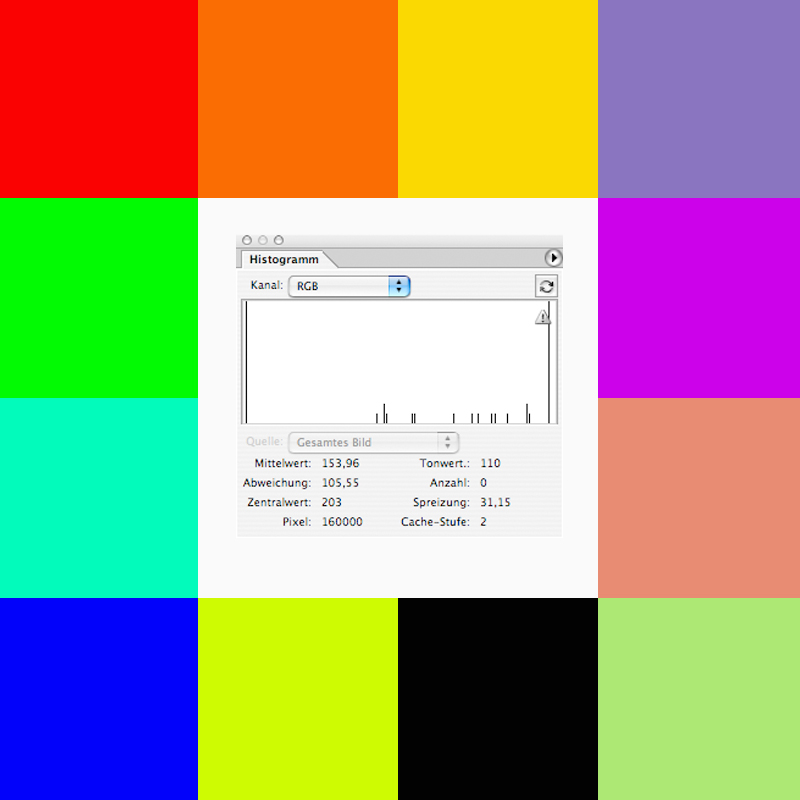
Der einzige Unterschied zum Originalbild (links) ist die mehrfache Halbierung und Verdopplung der Helligkeitswerte. Dieses enthält eine nicht-ganzzahlige Änderung, die sich als Farbänderung deutlich macht.
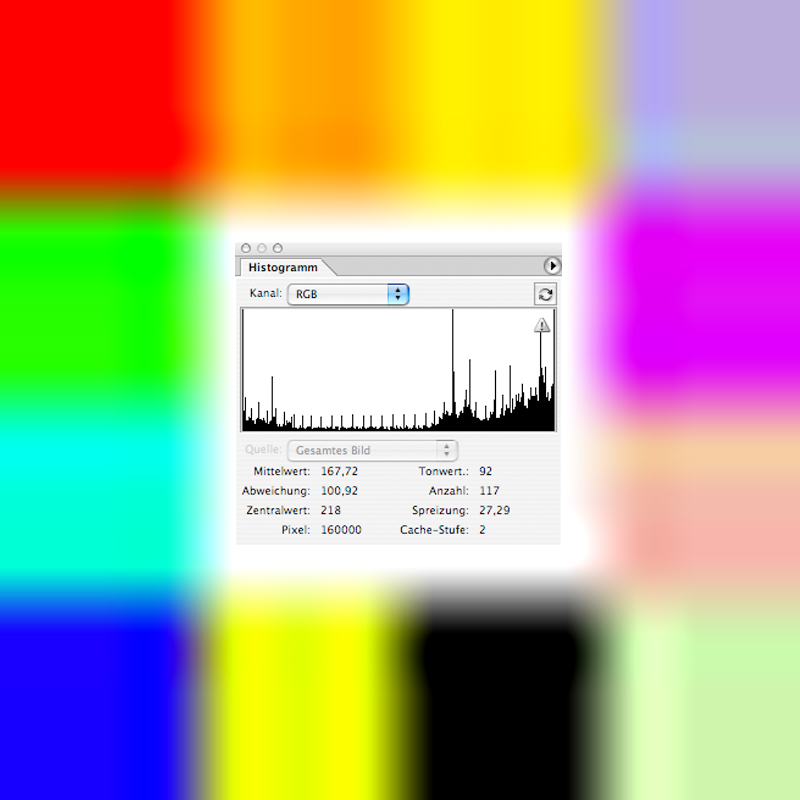
Die bikubische Interpolation der Originaldatei – deutlich sind die weicheren Übergänge erkennbar. U. a. entsteht daraus auch eine Veränderung innerhalb der Farbtiefe (siehe Histogramm in der Mitte) – das bikubisch interpolierte Bild enthält deutlich weniger Lücken in der Tonwertverteilung als das durch Pixelwiederholung interpolierte Bild.
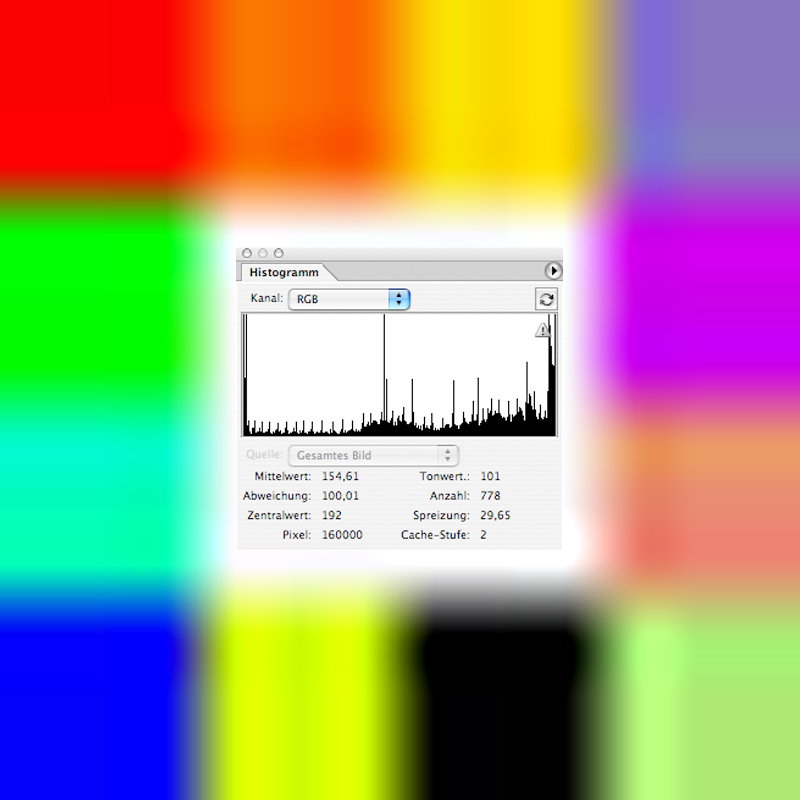
Die bikubische Interpolation des darüberliegenden Bildes – die Unterschiede zum linken Bild entstehen durch die unterschiedlichen Ausgangswerte.